# Palmoconcha
Palmoconcha is een geslacht van kreeftachtigen uit de klasse van de Ostracoda (mosselkreeftjes).

## Soorten
- Palmoconcha agilis (Ruggieri, 1967) Ruggieri, 1992 †
- Palmoconcha banesensis (Bold, 1946) †
- Palmoconcha bitruncata (Brady, 1878) Wouters, 1994
- Palmoconcha bonaducei (Ciampo, 1972) †
- Palmoconcha capederi (Ruggieri, 1977) Mostafawi, 1989 †
- Palmoconcha dertobrevis (Ruggieri, 1967) †
- Palmoconcha granulata (Sars, 1866)
- Palmoconcha guttata (Norman, 1865) Penney, 1987
- Palmoconcha hebes Bonaduce, Ruggieri, Russo & Bismuth, 1992 †
- Palmoconcha hornei Maybury & Whatley, 1988 †
- Palmoconcha krausae Brouwers, 1993
- Palmoconcha kyokoae Osorio, 1978 †
- Palmoconcha laevata (Norman, 1865) Horne & Whatley, 1985
- Palmoconcha minima Ishizaki & Gunther, 1976
- Palmoconcha parastriata Coles & Whatley, 1989 †
- Palmoconcha peterseni (Hartmann, 1974) Dingle & Honigstein, 1994
- Palmoconcha propontica (Hu, 1983)
- Palmoconcha ruggierii Maybury, 1991 †
- Palmoconcha russellensis Brouwers, 1993
- Palmoconcha saboyamensis (Ishizaki, 1966) Ishizaki & Matoba, 1985 †
- Palmoconcha semistriata (Kingma, 1948) Zhao (Yi-Chun) & Whatley, 1989 †
- Palmoconcha subrhomboidea (Brady, 1880) Dingle, 1992
- Palmoconcha subrugosa (Ruggieri, 1977) Maybury, 1991 †
- Palmoconcha turbida (Mueller, 1894)
- Palmoconcha walvisbaiensis (Hartmann, 1974) Dingle, 1992